# 刘鸿志 (1920年)
刘鸿志（1920年10月—2019年12月29日），男，陕西凤翔人，中国航空工业的组织管理者、领导者。航空工业沈阳所首任所长。

## 生平
1920年生于陕西省凤翔县城南乡八旗屯。2岁时母亲离世。12岁开始寄居在伯父刘治洲家中。1936年参加中华民族解放先锋队，1938年3月加入中国共产党。历任安吴青训班学员组长、延安陕北公学学员、抗日军政大学第四期学员、班长、党支部青年委员、民先队长、民先区分部组织部长、延安西北青年代表大会代表（全国性）。侵华日军轰炸延安时负重伤。1939年，任中共凤翔县委委员、统战部长（地下）。1941年，任延安大学同学总会主任兼党团书记、校务委员会成员、整风学习委员会委员、财经系党支部书记。第二次国共内战时期，历任中共北平《解放报》社科长兼分党支部书记、《晋察冀日报》社经理部长、县委宣传部长、省委宣传科长、中共中央东北局行政办公室主任兼分总支书记等职。
朝鲜战争时期，历任东北空军航空工程部副部长、代理部长兼部党委书记。1958年，受命组建空军第一研究所。1961年8月，任国防部第六研究院第一研究所（现航空工业沈阳所）所长。带领全所学习贯彻“科研十四条”，力主走中国自己的飞机设计道路。1966年1月，歼-8原型机研制负责人高方启病逝。刘鸿志受命调任至沈阳飞机制造厂，兼任第一副厂长和总工程师，全面领导歼-8飞机的现场设计和试飞工作。同年10月，在文化大革命中遭到迫害，停止工作。
1973年7月恢复工作。1974年，调任西安六三〇所（现航空工业试飞中心）所长。1978年，任中国航空研究院第一副院长。1980年10月，任党委书记。1982年，任航空工业部老干部局局长。1984年，离休。
2019年12月29日13时19分在北京逝世，享耆壽99岁。

## 延伸阅读
- 中国航空工业沈阳飞机设计研究所. . 中国航空工业沈阳飞机设计研究所. 1996年.
- 刘鸿志. . 航空工业出版社. 2010年3月. ISBN 9787802434493.